# José María de Villapadierna
Grof José María de Villapadierna, španski dirkač, * 26. december 1909, Malaga, Španija, † 23. oktober 1979, Španija.
José María de Villapadierna se je rodil 26. decembra 1909. V začetku tridesetih let je povzročil škandal, ko je prodal družinski nakit, da si je kupil dirkalnik. Prvič je na dirkah za Veliko nagrado nastopil v sezoni 1934, ko je z dirkalnikom Maserati 8CM osvojil sedmo mesto na domači dirki za Veliko nagrado Penya Rhina. Najboljši rezultat sezone je dosegel na dirki za Veliko nagrado Nice, ko je bil četrti, premagali so ga le trije zelo uveljavljeni dirkači Achille Varzi, Philippe Étancelin in Carlo Felice Trossi. V sezoni 1935, ko je dirkal v moštvu Scuderia Villapadierna, je edino uvrstitev dosegel na dirki Grand Prix du Comminges, ko je bil peti. Za sezono 1936 je kupil nov dirkalnik Alfa Romeo P3, s katerim je na prvi dirki Grand Prix de Pau osvojil četrto mesto. Na svoji zadnji dirki v karieri, dirki za Veliko nagrado Deauvilla je s tretjim mestom postavil najboljši rezultat kariere, postavil pa je tudi  najhitrejši krog. 
Po Drugi svetovni vojni si je zelo prizadeval, da bi bila Velika nagrada Španije vključena v Svetovno prvenstvo Formule 1. V poznih šestdesetih in začetku sedemdesetih je bil stalen gost na dirki za Veliko nagrado Španije.